# Numidio Quadrato (métro de Rome)
Numidio Quadrato est une station de la ligne A du métro de Rome. Elle est située sur la via Tuscolana.

## Situation sur le réseau
Établie en souterrain, la station Numidio Quadrato de la ligne A du métro de Rome, est située entre les stations Porta Furba - Quadraro en direction de Battistini, et Lucio Sestio en direction d'Anagnina.

## Histoire
La station Numidio Quadrato est mise en service le 19 février 1980, lors de l'ouverture de l'exploitation de la première section, de la ligne A, entre les stations Ottaviano - San Pietro - Musei Vaticani et Cinecittà.